# Parti démocrate d'Albanie
Pour les articles homonymes, voir Parti démocrate.
Le Parti démocrate d'Albanie (en albanais, Partia Demokratike e Shqipërisë, PDS ou PDSh) est un parti politique albanais de type conservateur. Il est membre observateur du Parti populaire européen. Depuis 1991, son chef est Sali Berisha, qui a été le premier président élu d'Albanie de 1992 à 1997.

## Histoire
L'Albanie a basculé en 1997 dans une quasi-guerre civile provoquée par l’effondrement de l’économie. Les affrontements ont opposé les militants du Parti socialiste d'Albanie à ceux du Parti démocrate, faisant au moins 2 000 morts.
Il fait partie de l'opposition depuis 1997 et a obtenu 36,8 % des voix en 2001, avec 46 députés sur 140 (et 35 sur 155 en 1997). Il remporte les élections de juillet 2005, mais doit attendre le résultat des dernières élections partielles du 21 août pour former un gouvernement.

## Presse
Le Parti démocrate d'Albanie publie le quotidien Rilindja Demokratike.

## Présidents

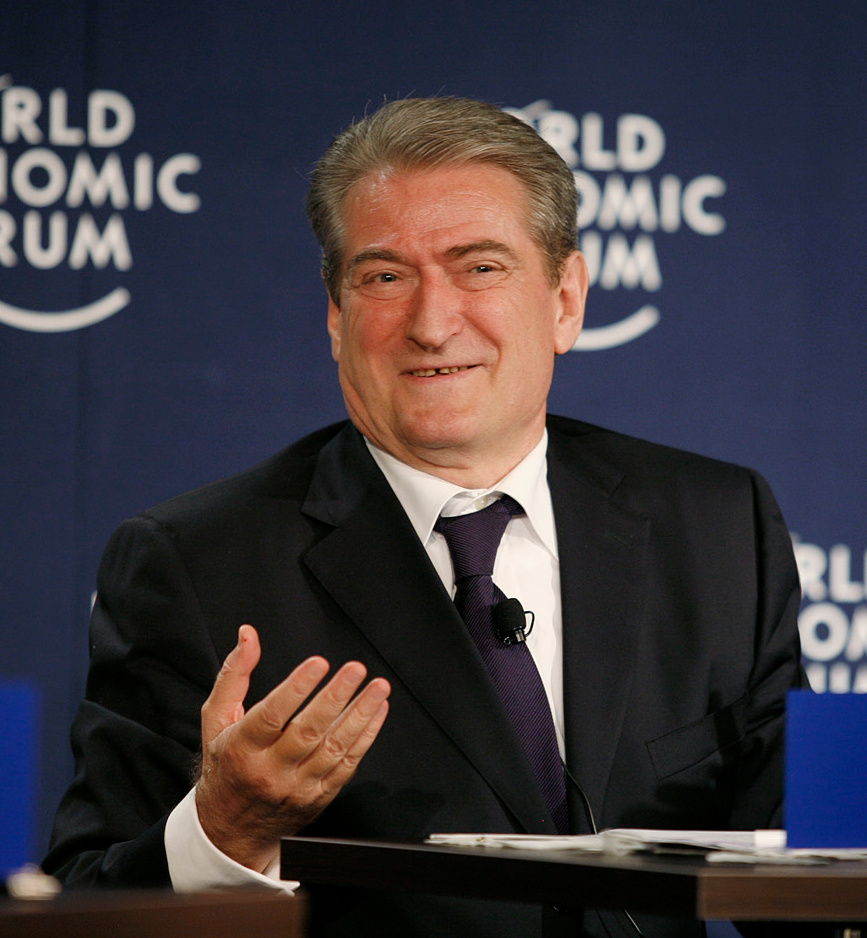
Sali Berisha (1991-1992)
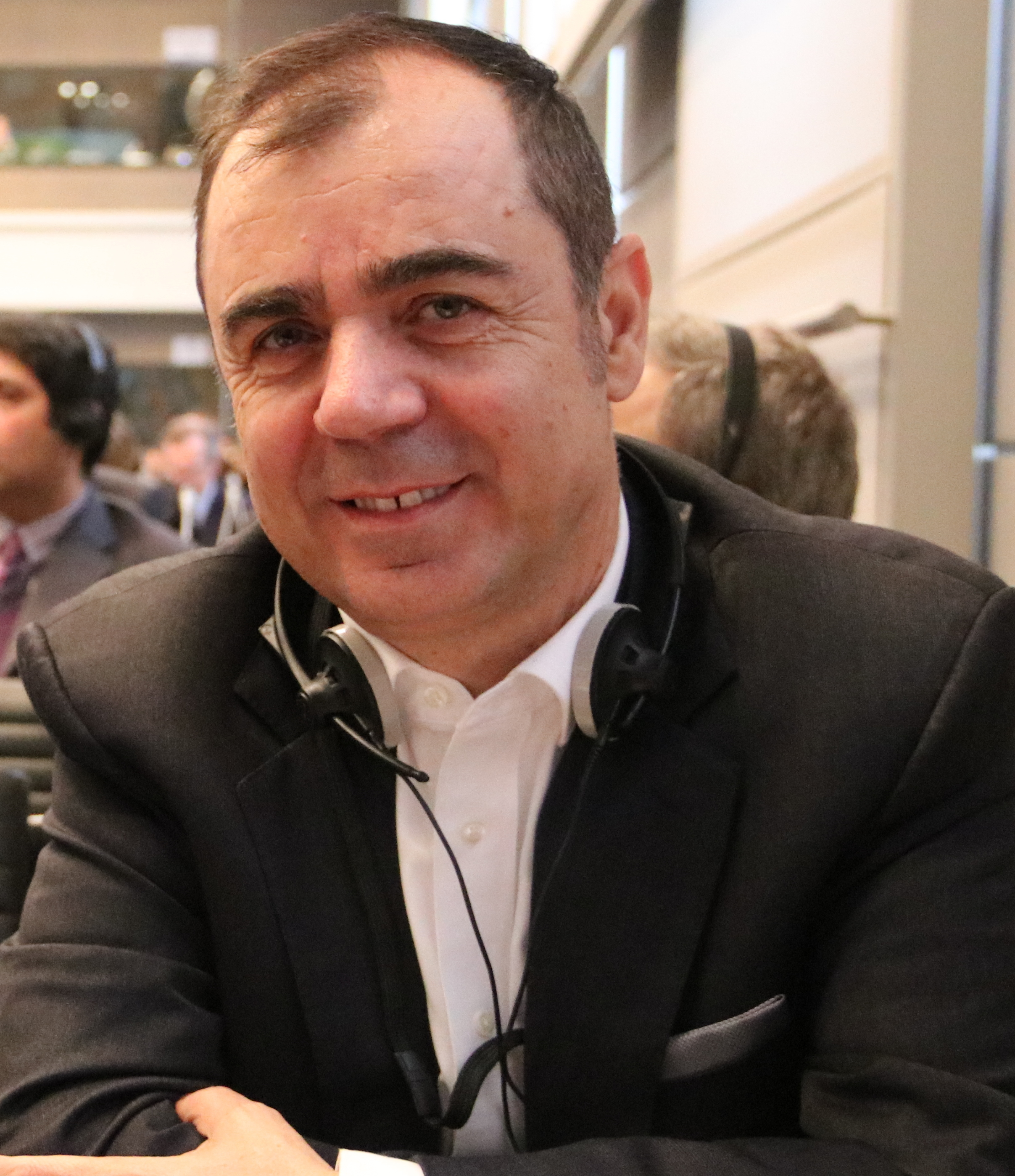
Eduard Selami (1992-1995)
Tritan Shehu (1995-1997)
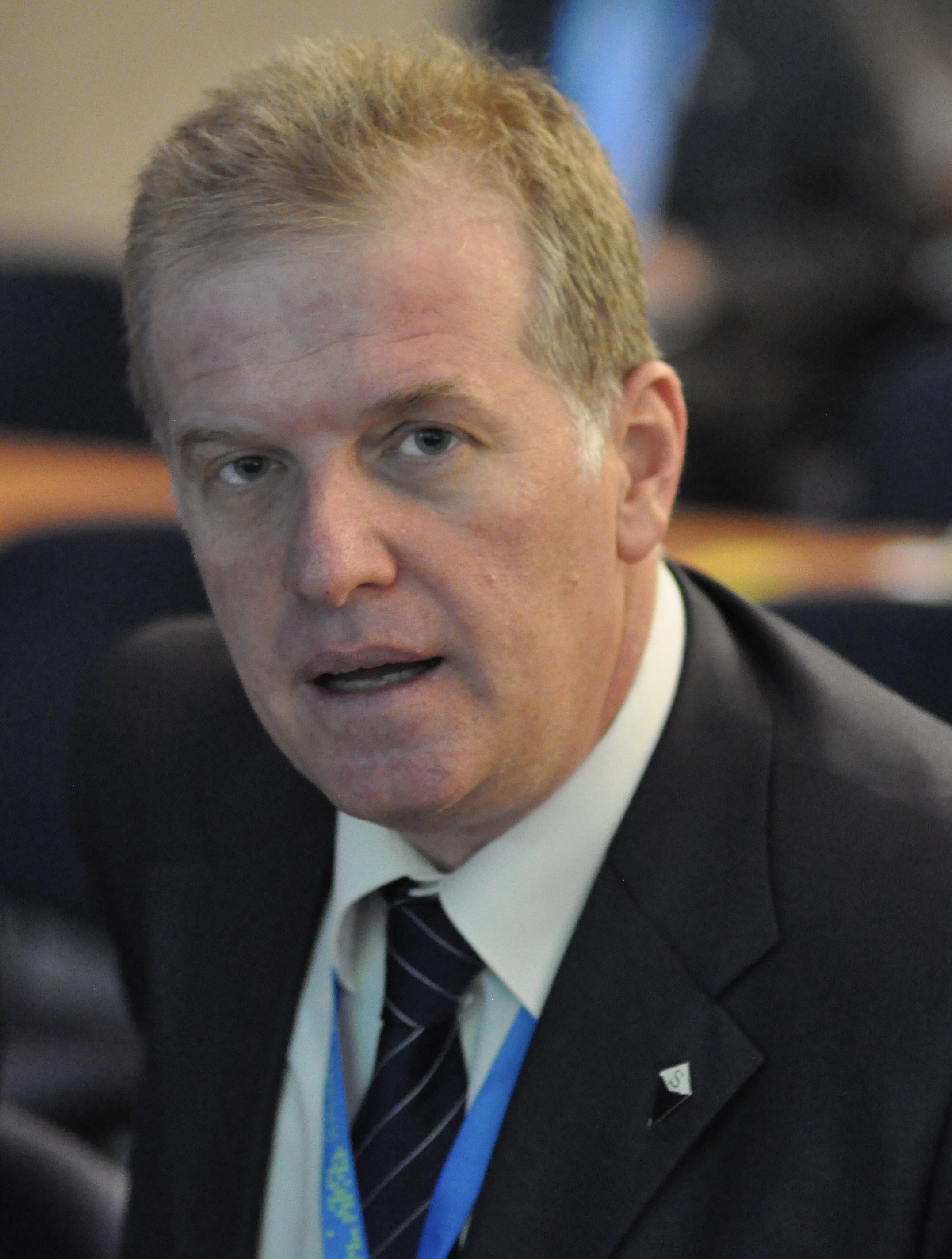
Genc Pollo (1997) (intérim)
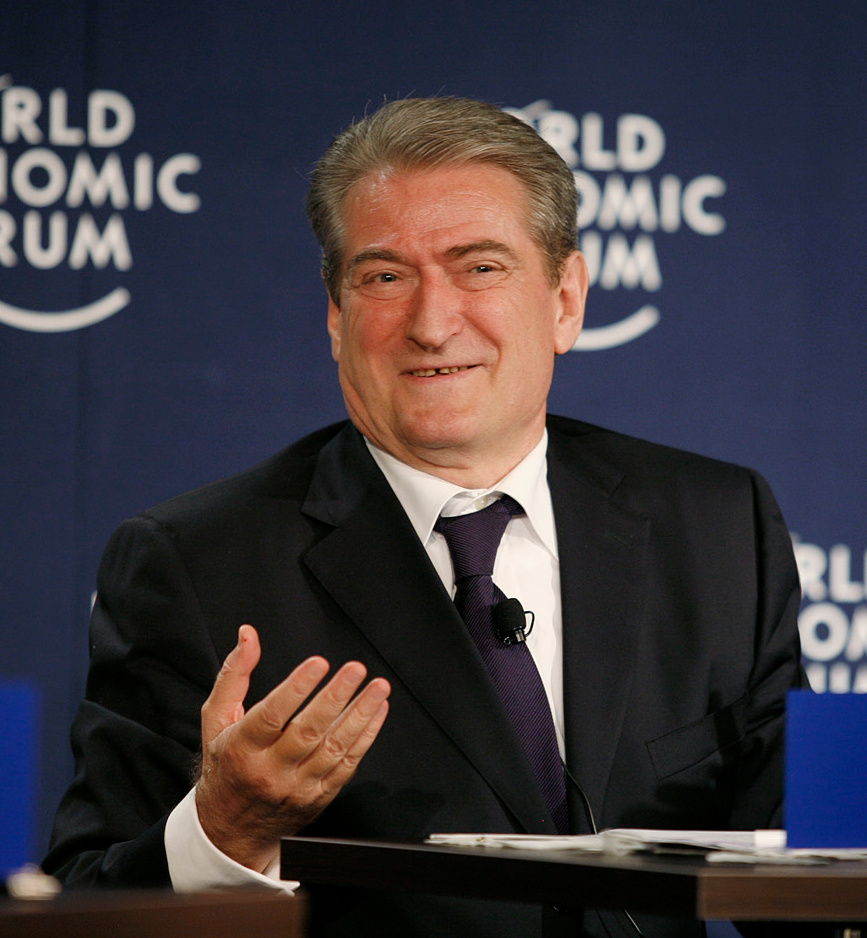
Sali Berisha (1997-2013; depuis 2022)
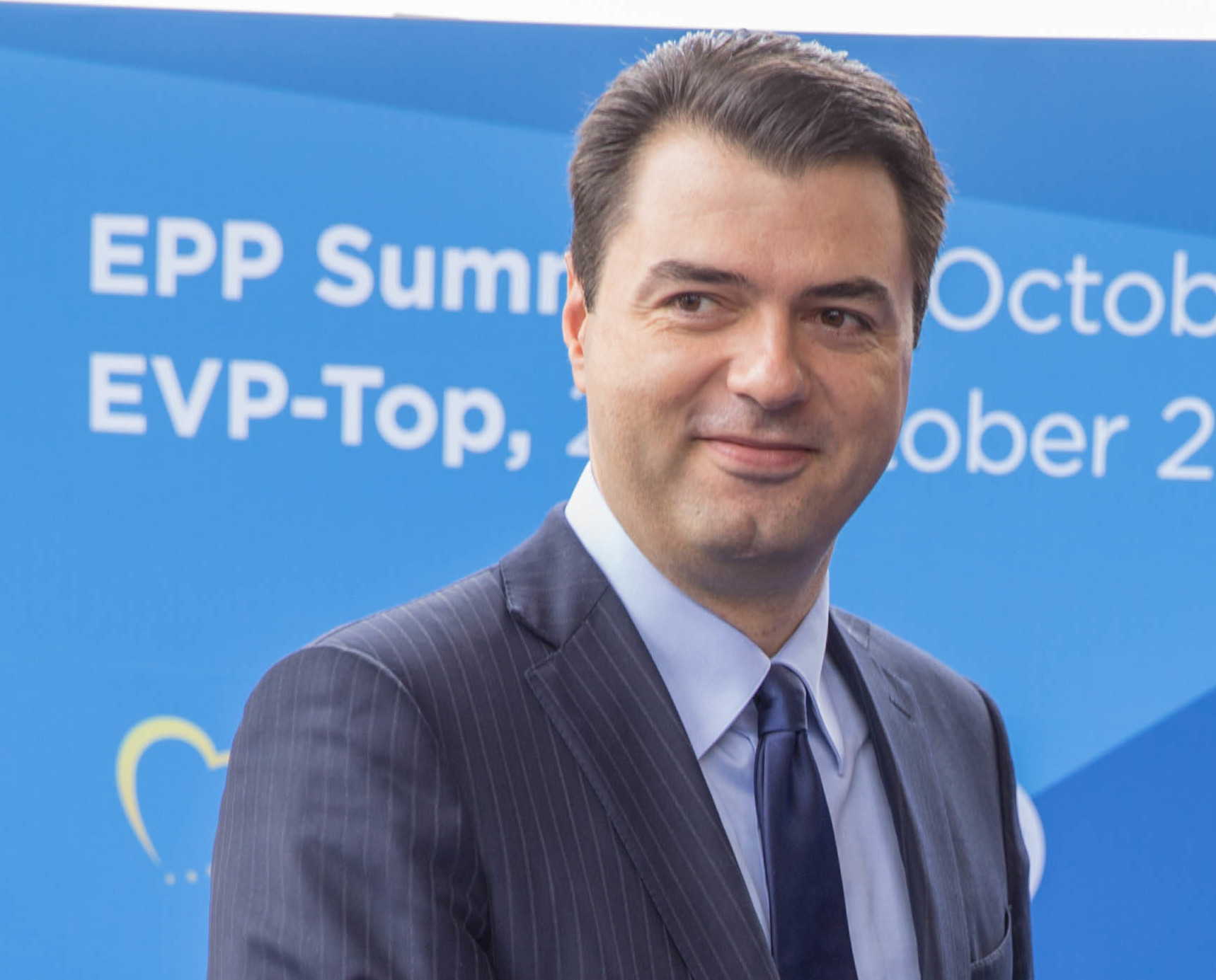
Lulzim Basha (2013-2022)

## Résultats électoraux
| Année | Voix      | %     | Sièges    | +/–    | Rang | Position   |
| ----- | --------- | ----- | --------- | ------ | ---- | ---------- |
| 1991  | 720 948   | 38,7% | 75 / 250  | Stable | 2e   | Opposition |
| 1992  | 1 046 193 | 57,3% | 92 / 140  | 17     | 1er  | Coalition  |
| 1996  | 914 218   | 55,2% | 122 / 140 | 30     | 1er  | Coalition  |
| 1997  | 315 677   | 24,1% | 40 / 155  | 92     | 2e   | Opposition |
| 2001  | 494 272   | 36,9% | 46 / 140  | 6      | 2e   | Opposition |
| 2005  | 602 066   | 44,1% | 56 / 140  | 10     | 1er  | Coalition  |
| 2009  | 610 463   | 40,2% | 68 / 140  | 12     | 1er  | Coalition  |
| 2013  | 528 373   | 30,6% | 50 / 140  | 18     | 2e   | Opposition |
| 2017  | 427 778   | 28,8% | 43 / 140  | 7      | 2e   | Opposition |
| 2021  | 622 234   | 39,4% | 59 / 140  | 16     | 2e   | Opposition |